# هانوور، ایلینوی
هانوور (به انگلیسی: Hanover) یک روستا در ایالات متحده آمریکا است که در ایلینوی واقع شده‌است. هانوور ۲٫۹۱ کیلومتر مربع مساحت و ۸۴۴ نفر جمعیت دارد و ۱۹۱٫۱۱ متر بالاتر از سطح دریا قرار دارد.